# Brenda Hampton
Brenda Hampton (19 agosto 1951) è una sceneggiatrice, produttore televisivo e autrice televisiva statunitense.
Ha scritto e prodotto il telefilm Settimo cielo e La vita segreta di una teenager americana.

## Vita e carriera
Cresciuta ad Atlanta, figlia di un ingegnere della AT&T, studiò giornalismo all'University of Georgia, laureandosi nel 1973. Negli anni ottanta si trasferì a Los Angeles cominciando a scrivere per Sister Kate, quindi lavorando per la commedia televisiva Baghdad Café, con Whoopi Goldberg, Lenny, Blossom - Le avventure di una teenager e Innamorati pazzi. Nel 1994 lavorò con David Landsberg per sviluppare la serie Daddy's Girls con Dudley Moore e Keri Russell, di cui fu il primo ruolo principale in televisione.
Creò e scrisse quindi la serie Settimo Cielo, durata 11 stagioni e candidata a vari premi tra cui Young Artist, Teen Choice Awards ed un Emmy; nel 2008 fu trasmesso la sua nuova serie, The Secret Life of the American Teenager, creato, prodotto e scritto da lei e filmato a Los Angeles dalla sua compagnia di produzione, Brendavision.
Il 10 febbraio 2010 ha ricevuto il Francis M. Wheat Community Service Award per il suo contributo sociale come "child advocate" ed il suo lavoro su La vita segreta di una teenager americana.
Ha tre figli adottivi.

## Filmografia parziale

### Sceneggiatrice

#### Serie TV
- The John Larroquette Show – serie TV, episodi 1x7 (1993)
- Blossom - Le avventure di una teenager (Blossom) – serie TV, 11 episodi (1991-1994)
- Innamorati pazzi (Mad About You) – serie TV, episodi 4x5-4x19 (1995-1996)
- Safe Harbor – serie TV, 4 episodi (1999)
- Fat Actress – serie TV, 7 episodi (2005)
- Settimo cielo (7th Heaven) – serie TV, 243 episodi (1996 - 2007)
- La vita segreta di una teenager americana (The Secret Life of the American Teenager) – serie TV, 121 episodi (2008-2013)